# フアパン県
フアパン県（フアパンけん）はラオス・北部の県。

## 歴史
革命の父であるカイソーン・ポムウィハーン大統領が、フアパン県の洞窟の中に秘密基地を作り作戦を練っていたことでも知られている。

## 地理
ベトナム中北部と隣接し、タインホア省のナーメオ（那苗）との間に外国人も通行可能な国際国境が存在する

## 産業
絹織物の産地として有名である。

## 民族
フアパン県には、カム族、タイデン族、タイダム族、モン族、青モン族、黒モン族、ヤオ族が住んでいる。

## 行政区分
1. 07-05 フアムアン郡（英語版）
2. 07-08 エート郡 (フアパン県)（ベトナム語版）
3. 07-07 ソップバオ郡（ベトナム語版）
4. 07-03 ウィエントーン郡 (フアパン県)（英語版）
5. 07-04 ウィエンサイ郡（英語版）
6. 07-01 サムヌア郡
7. 07-06 サムタイ郡（英語版）
8. 07-02 シエンコー郡（英語版）